# Epitaciolândia
Epitaciolândia – miasto i gmina w Brazylii, leży w stanie Acre. Gmina zajmuje powierzchnię 1654,77 km². Według danych szacunkowych w 2016 roku miasto liczyło 17 038 mieszkańców. Położone jest około 140 km na południowy zachód od stolicy stanu, Rio Branco, oraz około 2800 km na zachód od Brasílii, stolicy kraju. 

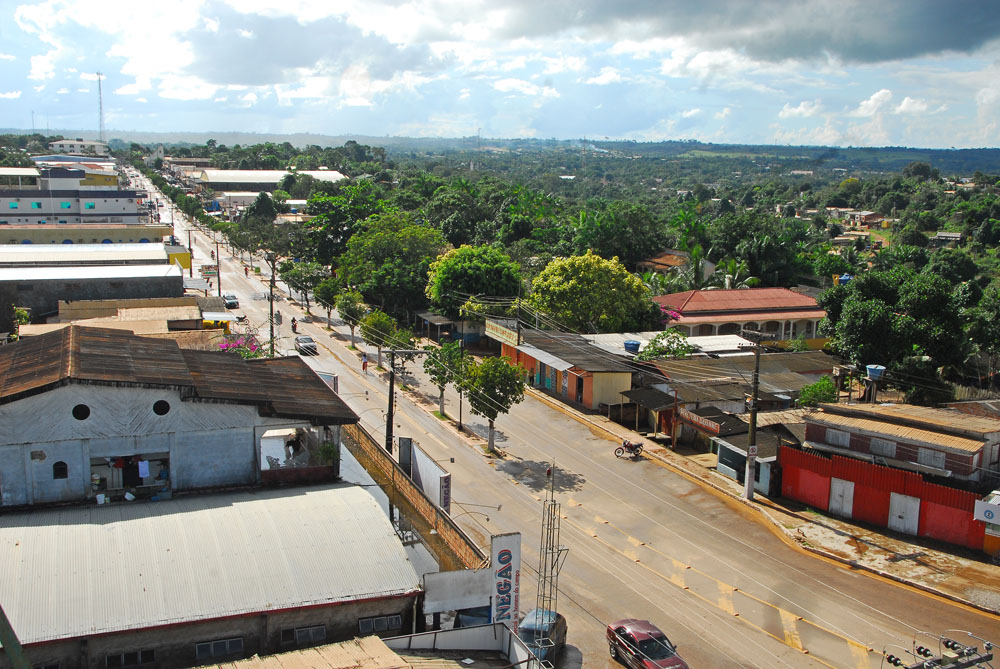
Widok na miasto

Nazwa miejscowości została nadana na cześć Epitácio Lindolfo da Silva Pessoa, byłego prezydenta Brazylii. 24 kwietnia 1992 roku miejscowość została podniesiona do rangi gminy. 
W 2014 roku wśród mieszkańców gminy PKB per capita wynosił 15 596,52 reais brazylijskich.